# ジャン・ルソー
ジャン・ルソー（Jean Rousseau、1644年10月1日 - 1699年6月1日）は、フランスのヴィオール（ヴィオラ・ダ・ガンバ）奏者、作曲家、著述家。主著『ヴィオル概論』（1687年）は、当時、実際に行なわれていた演奏に関する貴重な情報源である。
| スタブアイコン | サブスタブ | この項目は、まだ閲覧者の調べものの参照としては役立たない、クラシック音楽に関連した書きかけの項目です。この項目を加筆・訂正などしてくださる協力者を求めています（P:クラシック音楽/PJ:クラシック音楽）。 |

| スタブアイコン | サブスタブ | この項目は、まだ閲覧者の調べものの参照としては役立たない、音楽関係者（バンド等）に関連した書きかけの項目です。この項目を加筆・訂正などしてくださる協力者を求めています（P:音楽/PJ:芸能人）。 |